# 1877 Marsden
1877 Marsden eller 1971 FC är en asteroid i huvudbältet som upptäcktes den 24 mars 1971 av den nederländsk-amerikanske astronomen Tom Gehrels vid Palomarobservatoriet. Den är uppkallad efter den brittiske astronomen Brian G. Marsden.
Asteroiden har en diameter på ungefär 35 kilometer och den tillhör asteroidgruppen Hilda.